# Robbenfleisch

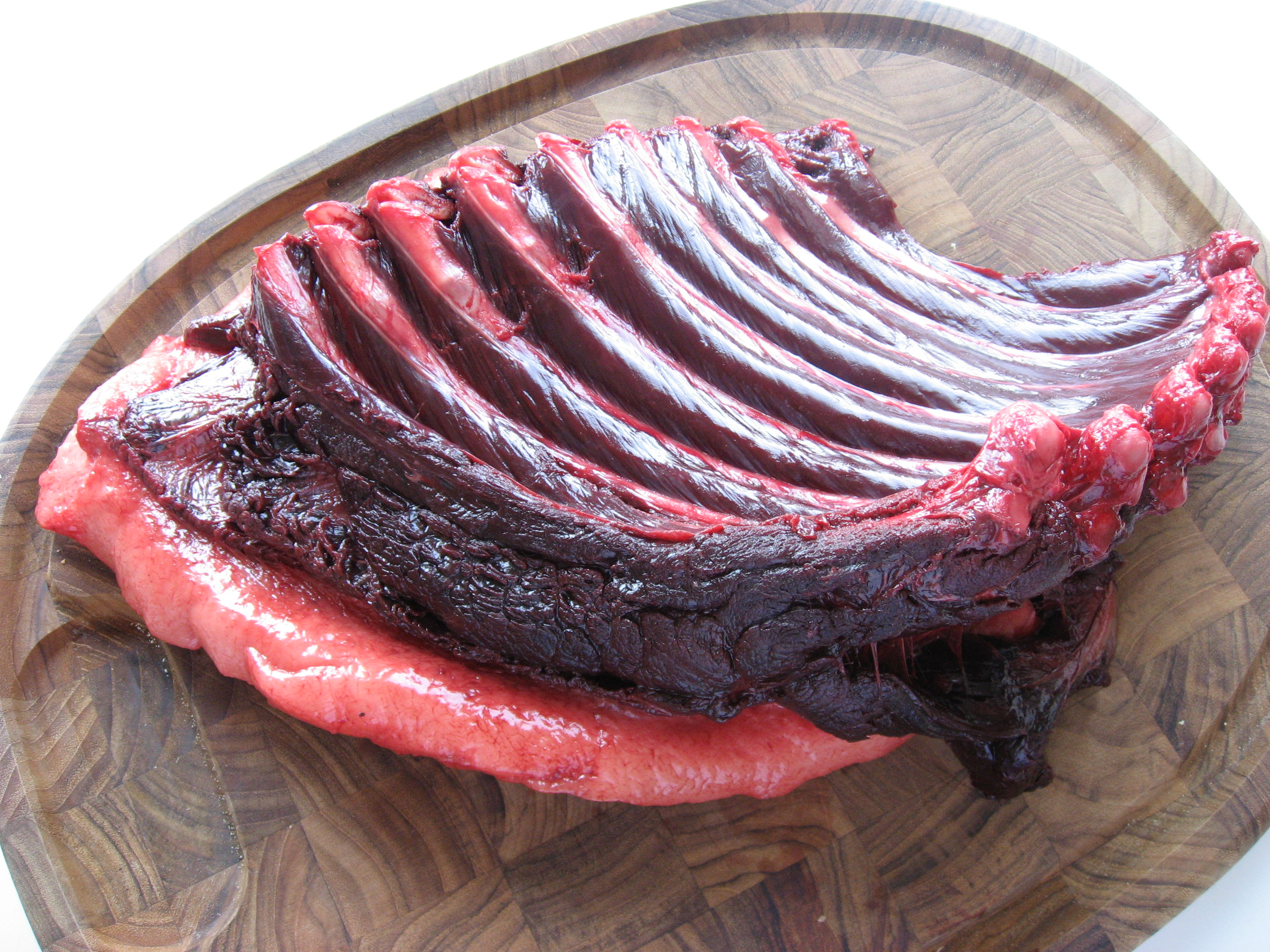
Robbenfleisch in Grönland

Robbenfleisch gehörte zu den Grundnahrungsmitteln der indigenen Völker in den Regionen des nördlichen Polarkreises (z. B. Eskimos und Tschuktschen). Das Wildfleisch unter der mehrere Zentimeter dicken Schicht von Blubber ist von dunkler Farbe und sehr mager. Im Norden Mitteleuropas spielte es eine untergeordnete Rolle, auch wenn Robben ihres Fells und Fetts wegen gejagt wurden. Das Fleisch wurde teilweise, so im 19. Jahrhundert auf den Färöer, getrocknet als Tierfutter verwendet.
Besonders in Kanada und Norwegen werden Robben bis heute in bedeutendem Umfang gejagt. Die staatlich zugelassene Quote betrug im Jahr 1999 in Kanada  285.000 Sattelrobben und 10.000 Klappmützen, in Norwegen wurden im Folgejahr rund 20.000 Robben erlegt. Da durch langjährige Proteste von Tierschützern der Markt für Robbenfelle weitgehend zusammengebrochen ist, werden sie heute vor allem zum Schutz der Küstenfischerei und wegen ihres Fleisches gejagt. Es wird zu Mastfutter für die Tierzucht verarbeitet und teilweise auch für den menschlichen Verzehr angeboten, frisch, in Konservendosen und Fertiggerichten. 
Die Europäische Union hat am 20. August 2010 ein Handelsverbot für Robbenerzeugnisse erlassen, die nicht aus indigener Jagd stammen.